# Prêmio Grande Otelo do Cinema Brasileiro
O Prêmio Grande Otelo do Cinema Brasileiro (anteriormente conhecido como Grande Prêmio do Cinema Brasileiro) é uma importante premiação do cinema brasileiro. Concedido anualmente pela Academia Brasileira de Cinema, com o intuito de reconhecer os melhores filmes e destacar a excelência dos profissionais em diversas especialidades da indústria cinematográfica. A cerimônia é atualmente transmitida pelo Canal Brasil.
Ao longo de sua história, o prêmio contou com diferentes patrocinadores em seu nome. Em 2002, o evento contou com o apoio da BR Distribuidora, tendo o nome "BR" incorporado ao título da premiação naquele ano. No ano seguinte, o prêmio foi realizado sem patrocinador. Em 2004, a TAM Airlines (atual LATAM Airlines Brasil) assumiu o patrocínio, adicionando "TAM" ao nome do prêmio. Entre 2008 e 2009, o patrocínio foi fornecido pela Vivo. Desde 2010, o prêmio não conta com patrocínio de empresas em sua nomenclatura.
Em novembro de 2023, a premiação foi oficialmente renomeada para Prêmio Grande Otelo do Cinema Brasileiro, em homenagem ao ator Grande Otelo. A mudança passou a vigorar a partir de sua 23.ª edição.

## História

### Antecedentes
Após um decreto do governo do presidente Fernando Collor de Mello que aboliu o apoio governamental à produção cinematográfica, o início da década de 1990 foi marcado por uma drástica redução na produção de filmes no Brasil. Em 1991, apenas 1% dos filmes exibidos no país eram nacionais e, no ano seguinte, apenas três filmes brasileiros foram lançados.
Com o impeachment de Collor em 1992, o cenário começou a mudar. Em 1993, o governo instituiu incentivos fiscais para a produção cinematográfica, dando início à chamada Retomada do Cinema Brasileiro, que marcou o renascimento das produções audiovisuais nacionais. Em 1998, filmes brasileiros representavam 5% das produções exibidas nos cinemas.
Como parte dos esforços para fortalecer o cinema nacional, o Ministério da Cultura criou, em novembro de 1999, o Grande Prêmio Cinema Brasil, com 16 categorias e um prêmio especial. O objetivo era reconhecer obras e personalidades do setor audiovisual e fomentar o crescimento da indústria, buscando aumentar a audiência de filmes nacionais. A meta estabelecida era que, até 2002, 20% dos filmes exibidos no Brasil fossem produzidos no país.

### Grande Prêmio do Cinema Brasileiro
A Academia Brasileira de Cinema e Artes Audiovisuais (ABCAA), fundada em 20 de maio de 2002 e sediada no Rio de Janeiro, foi criada visando promover, discutir e fortalecer o cinema brasileiro como manifestação artística e setor industrial. Entre suas principais atribuições estava a instituição de uma premiação nacional, o Grande Prêmio do Cinema Brasileiro, voltado a reconhecer a excelência na produção cinematográfica do país. Atualmente, a Academia conta com mais de 300 membros.
A primeira edição do prêmio ocorreu em 12 de setembro de 2002, no Theatro Municipal do Rio de Janeiro, sob o nome de Grande Prêmio BR do Cinema Brasileiro, em alusão ao patrocínio da BR Distribuidora, subsidiária da Petrobras. O grande destaque da cerimônia inaugural foi o filme Bicho de Sete Cabeças, dirigido por Laís Bodanzky, que conquistou sete prêmios.
Em 2003, com o encerramento do patrocínio da BR, a cerimônia foi financiada por recursos de exibidores e distribuidores. Nessa edição, o filme Cidade de Deus, de Fernando Meirelles e Kátia Lund, foi o principal vencedor, levando seis prêmios, incluindo o de Melhor Filme de Ficção.
A partir de 2004, a premiação passou a se chamar Grande Prêmio TAM do Cinema Brasileiro, após a assinatura de um contrato de patrocínio com a companhia aérea TAM (atual LATAM Airlines Brasil), válido por quatro anos.
Após o término do patrocínio da TAM em 2008, a premiação contou com o apoio da companhia de telecomunicações Vivo nas edições de 2008 e 2009. A partir de 2010, a premiação deixou de associar nomes de patrocinadores à sua nomenclatura, mantendo-se apenas como Grande Prêmio do Cinema Brasileiro.

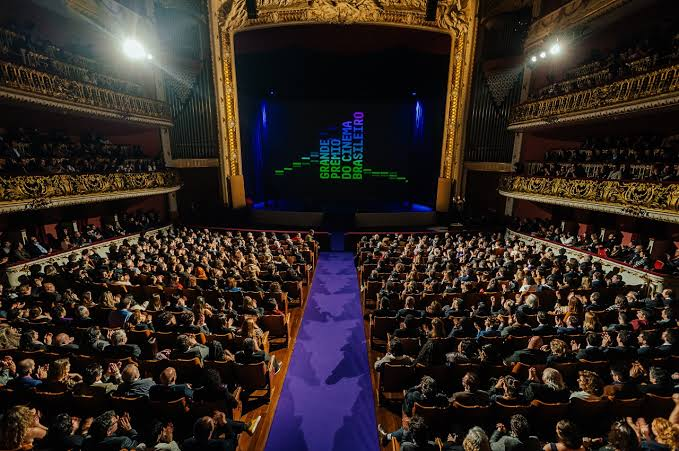
Cerimônia de premiação da 18.ª edição em 2019.

Em 2019, a 18.ª edição foi realizada pela primeira vez fora do Rio de Janeiro, ocorrendo no Theatro Municipal de São Paulo, na capital paulista.

### Prêmio Grande Otelo do Cinema Brasileiro
Em novembro de 2023, a ABCAA anunciou a mudança oficial do nome da premiação para Prêmio Grande Otelo do Cinema Brasileiro, em homenagem ao ator Grande Otelo, um ícone do cinema nacional. A 23.ª edição, em 2024, ocorreu já sob a nova denominação.

## A estatueta
O prêmio é representado por uma estatueta banhada a ouro que retrata um cavaleiro segurando uma espada sobre um pedestal, criada em homenagem ao ator brasileiro Grande Otelo. Originalmente, desde a primeira edição, o troféu tinha um design abstrato, composto por uma esfera preta sobre um suporte entreaberto, embora já levasse o nome do artista.
Em 2015, no ano do centenário de nascimento de Grande Otelo, a Academia Brasileira de Cinema decidiu reformular o prêmio para refletir as feições de seu homenageado. O novo desenho foi criado pelo cartunista Ziraldo, que convidou o escultor Altair Souza para dar forma à peça. A estatueta atual representa um tributo visual mais direto à memória e à contribuição do ator para o cinema brasileiro.

## Sistema de votação
O prêmio caracteriza-se por ser uma premiação na qual os próprios profissionais da indústria cinematográfica têm a responsabilidade de votar, promovendo o reconhecimento mútuo e celebrando os talentos do setor.
Desde 2004, o processo de votação ocorre de forma online, por meio do site oficial da Academia. Cada sócio recebe uma senha eletrônica individual para participar. A apuração dos votos é realizada pela PricewaterhouseCoopers (PwC), renomada empresa de auditoria que também supervisiona o processo de votação do Óscar.
A seleção ocorre em duas etapas. Na fase inicial, os membros do Conselho Acadêmico da Academia votam eletronicamente em uma cédula contendo a lista completa de todos os concorrentes. Os cinco mais votados em cada categoria avançam para a etapa final. Em seguida, os mesmos membros votam para definir os vencedores entre os indicados.
A votação é realizada secretamente em ambas as etapas, e a apuração é conduzida pela PwC, que mantém os resultados em sigilo até o momento da cerimônia. Os nomes dos vencedores são revelados apenas durante o evento, quando os envelopes lacrados são abertos ao vivo no palco.

## Edições
- 1.ª (2002)
- 2.ª (2003)
- 3.ª (2004)
- 4.ª (2005)
- 5.ª (2006)[a]
- 6.ª e 7.ª (2007/2008)[b]
- 8.ª (2009)
- 9.ª (2010)
- 10.ª (2011)
- 11.ª (2012)
- 12.ª (2013)
- 13.ª (2014)
- 14.ª (2015)
- 15.ª (2016)
- 16.ª (2017)
- 17.ª (2018)
- 18.ª (2019)
- 19.ª (2020)
- 20.ª (2021)
- 21.ª (2022)
- 22.ª (2023)
- 23.ª (2024)
- 24.ª (2025)

## Categorias
Atualmente as categorias que compõe e comporão a premiação são:

### Prêmios atuais

#### Longa-metragem
| Longas - Melhor Longa-metragem de Ficção - Melhor Longa-Metragem de Comédia - Melhor Longa-Metragem – Documentário - Melhor Longa-Metragem de Animação - Melhor Longa-Metragem Infantil - Melhor Longa-Metragem Ibero-Americano | Atuação, Direção e Roteiro - Melhor Direção - Melhor Ator - Melhor Atriz - Melhor Ator Coadjuvante - Melhor Atriz Coadjuvante - Melhor Roteiro Original - Melhor Roteiro Adaptado - Melhor Primeira Direção | Técnicos - Melhor Direção de Fotografia - Melhor Direção de Arte - Melhor Figurino - Melhor Maquiagem - Melhor Trilha Sonora - Melhor Som - Melhor Montagem - Melhores Efeitos Visuais |

#### Outros
| Curta-metragem - Melhor Curta-Metragem de Ficção - Melhor Curta-Metragem – Documentário - Melhor Curta-Metragem de Animação | Séries - Melhor Série de Ficção - Melhor Série – Documentário - Melhor Série de Animação - Melhor Ator de Série de Ficção - Melhor Atriz de Série de Ficção |

### Prêmios retirados
- Melhor Edição de Som (2002)
- Melhor Filme Feito Para Celular (2008–2009)
- Melhor Longa-Metragem Estrangeiro (2002–2023)
- Melhor Montagem de Documentário (2008–2022)
- Melhor Montagem de Filme (2008–2022)
- Melhor Roteiro (2002)
- Melhor Série de Ficção na TV Aberta (2020–2022)
- Melhor Série de Ficção na TV Paga/OTT (2020–2022)
- Melhor Som Direto (2002)
- Melhor Trilha Sonora Original (2009–2019)

## Estatísticas
Conforme informado pela Academia Brasileira de Cinema, os prêmios concedidos em 2000 e 2001, organizados pelo Ministério da Cultura, não são reconhecidos como parte da premiação oficial da Academia. O troféu Grande Otelo começou a ser entregue em 2002 e segue sendo concedido anualmente desde então até o presente ano.

### Filmes mais premiados
| Ano       | Filme                                     | Indicações | Prêmios | Categorias que venceu |
| --------- | ----------------------------------------- | ---------- | ------- | --- |
| 2025      | Ainda Estou Aqui                          | 16         | 13      | Melhor Longa-metragem de Ficção, Melhor Diretor, Melhor Ator, Melhor Atriz, Melhor Roteiro Adaptado, Melhor Direção de Fotografia, Melhor Direção de Arte, Melhor Figurino, Melhor Maquiagem, Melhor Trilha Sonora, Melhor Som, Melhor Montagem, Melhor Efeitos Visuais |
| 2012      | O Palhaço                                 | 13         | 11      | Melhor Longa-metragem de Ficção, Melhor Diretor, Melhor Ator, Melhor Ator Coadjuvante, Melhor Roteiro Original, Melhor Direção de Fotografia, Melhor Direção de Arte, Melhor Figurino, Melhor Maquiagem, Melhor Montagem de Ficção e Melhor Trilha Sonora Original      |
| 2007/2008 | Tropa de Elite                            | 13         | 9       | Melhor Direção, Melhor Ator, Melhor Ator Coadjuvante, Melhor Fotografia, Melhores Efeitos Especiais, Melhor Maquiagem, Melhor Montagem de Ficção, Melhor Som e Melhor Longa-metragem de Ficção (Voto Popular)                                                           |
| 2011      | Tropa de Elite 2: O Inimigo Agora É Outro | 16         | 8       | Melhor Longa-metragem de Ficção, Melhor Direção, Melhor Ator, Melhor Ator Coadjuvante, Melhor Roteiro Original, Melhor Direção de Fotografia, Melhor Som e Melhor Montagem de Ficção                                                                                    |
| 2017      | Elis                                      | 12         | 8       | Melhor Atriz, Melhor Direção de Fotografia, Melhor Direção de Arte, Melhor Figurino, Melhor Maquiagem, Melhor Montagem de Ficção, Melhor Som e Melhor Trilha Sonora Original                                                                                            |
| 2023      | Marte Um                                  | 13         | 8       | Melhor Longa-metragem de Ficção, Melhor Direção, Melhor Ator, Melhor Ator Coadjuvante, Melhor Roteiro Original, Melhor Direção de Fotografia, Melhor Som e Melhor Montagem                                                                                              |

### Atores e atrizes mais premiados
Dois atores e três atrizes receberam três ou mais prêmios de categorias relacionadas a atuação.
| Selton Mello                                        | 5 | Lisbela e o Prisioneiro (2004) Meu Nome Não É Johnny (2009) O Palhaço (2012; como melhor ator e diretor) Ainda Estou Aqui (2025) |
| Dira Paes                                           | 3 | À Beira do Caminho (2013) Veneza (2022) Pureza (2023)                                                                            |
| Laura Cardoso                                       | 3 | Copacabana (2002)* O Outro Lado da Rua (2005)* De Onde Eu Te Vejo (2017)*                                                        |
| Leandra Leal                                        | 3 | Nome Próprio (2009) Boca (2013)* O Lobo Atrás da Porta (2015)                                                                    |
| Wagner Moura                                        | 3 | Tropa de Elite (2007/2008) Tropa de Elite 2: O Inimigo Agora É Outro (2011) Serra Pelada (2014)*                                 |
| (*) Prêmio de ator ou atriz coadjuvante/secundário. |   | |